# San Miguel de Asperones
San Miguel de Asperones es una entidad de población española del municipio de Tejeda y Segoyuela, perteneciente a la provincia de Salamanca, en la comunidad autónoma de Castilla y León.

## Historia
El lugar llegó a albergar a hasta ocho familias, pero se vio menguado durante la guerra de la Independencia. Hacia mediados del siglo XIX, el lugar, una alquería ya por entonces perteneciente a Tejeda, tenía contabilizada una población de 3 habitantes. Aparece descrito en el tercer volumen del Diccionario geográfico-estadístico-histórico de España y sus posesiones de Ultramar de Pascual Madoz con las siguientes palabras:

ASPERONES (San Miguel de): alq. en la prov. de Salamanca, part. jud. de Sequeros, y agregado al ayunt. de Tejada (V.): está sit. en un llano bien ventilado y sano con una sola casa bastante cómoda; 1 fuente de agua perenne para el surtido de los hab. de aquella, y otra con 1 charca para abrevadero de los ganados. Confina por N. con Monflorido y Segoyuela, E. con Tejada, S. con Rinconada y O. con Puerto de la Calzadilla: su estension es de 1 1/2 leg. en todas direcciones; le atraviesan algunos arroyos en invierno: y el terreno todo de secano, tenaz y de miga, tiene muy buenos pastos y monte de encina; cria ganados de todas clases y con especialidad vacuno cerril, toros bastante acreditados, y 1 corta cantidad de granos en el poco terreno que se cultiva. Esta alq., antes de la guerra de la Independencia, estaba habitada por 7 ú 8 vec., pero el cabildo á quien pertenecia, la vendió en aquella época á D. Bernardo Arteaga vec. de Salamanca, el cual la posee en el dia, y mandó destruir las casas, transformando el pueblo en una deh. ó alq. que es en la actualidad. Ademas de las ruinas de las casas, se notan tambien vestigios de 1 edificio de alguna consideracion, que al parecer fué cast. en lo ant.; sobre él se halla la única casa que hay en el dia, y está habitada por 1 vec., 3 alm., cuya ocupación esclusiva es la guarda del monte y término.
(Madoz, 1846, p. 45)

En 2023, la entidad singular de población tenía empadronados 9 habitantes.